# Björn Ljung
Björn Tom Gunvall Ljung, född 20 januari 1962 i Farsta församling i Stockholm, är en svensk politiker (liberal). Han var ordförande i Liberala studentförbundet mellan 1984 och 1985.  Invald i Stockholms kommunfullmäktige för folkpartiet 2010.  Han var styrelseordförande i Stockholmshem under mandatperioden 2010 till 2014 och var styrelsemedlem 1999-2000 samt från 2007. Han är sedan oktober 2022 ledamot i Stockholms kommunfullmäktige och ledamot i Stadsbyggnadsnämnden.

Björn Ljung har utbildning från Tekniska högskolan och Stockholms Universitet och är affärsutvecklare inom vård- och omsorg. Som politiker i Stockholm har han drivit frågor om ökat bostadsbyggandet. Han är motståndare till att det planerade Nobel Center byggs på Blasieholmen och att Apple bygger ett flaggskeppsvaruhus i Kungsträdgården.
I en debattartikel 2024 och i en motion 2025 la han tillsammans med liberalerna i kommunfullmäktige fram förslaget om en ny Stockholmsutställning till år 2030. Senaste Stockholmsutställningen var 100 år tidigare, 1930, och hade 4 miljoner besökare. "Det är hög tid att Stockholms stad tar initiativ till en ny Stockholmsutställning inför hundraårsjubileet", säger man i motionen.

## Galleri

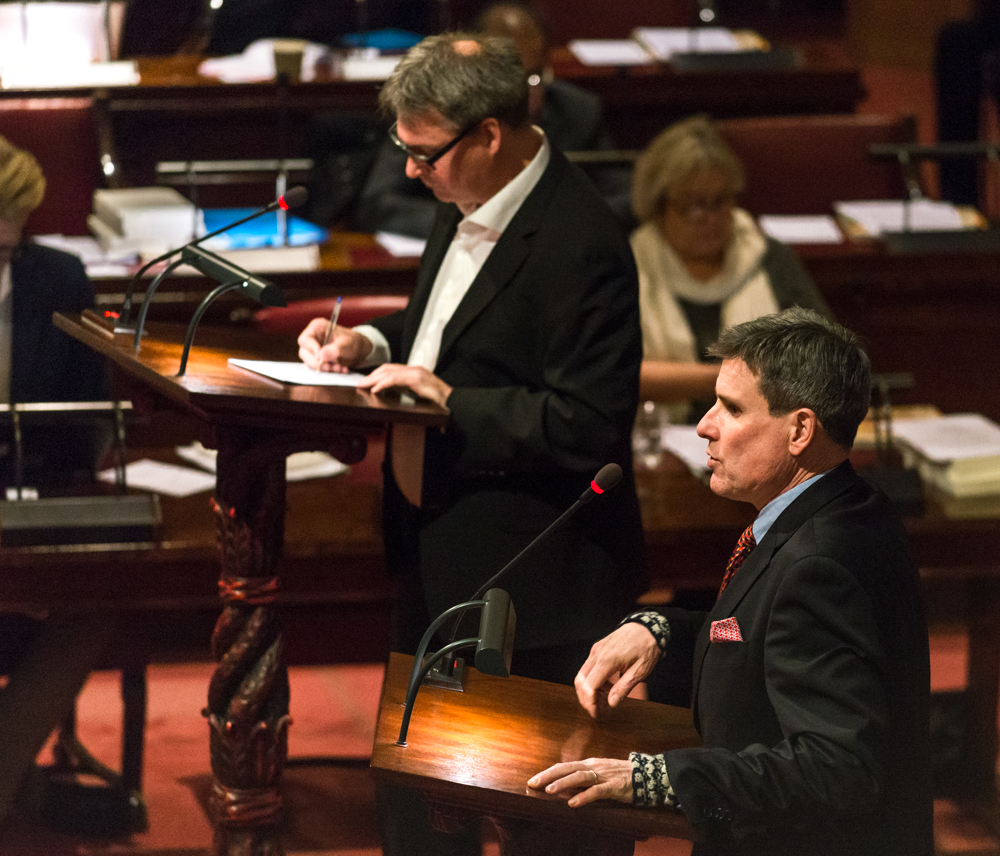
Björn Ljung i en debatt med Roger Mogert i Stockholms Kommunfullmäktige den 12 december 2012.
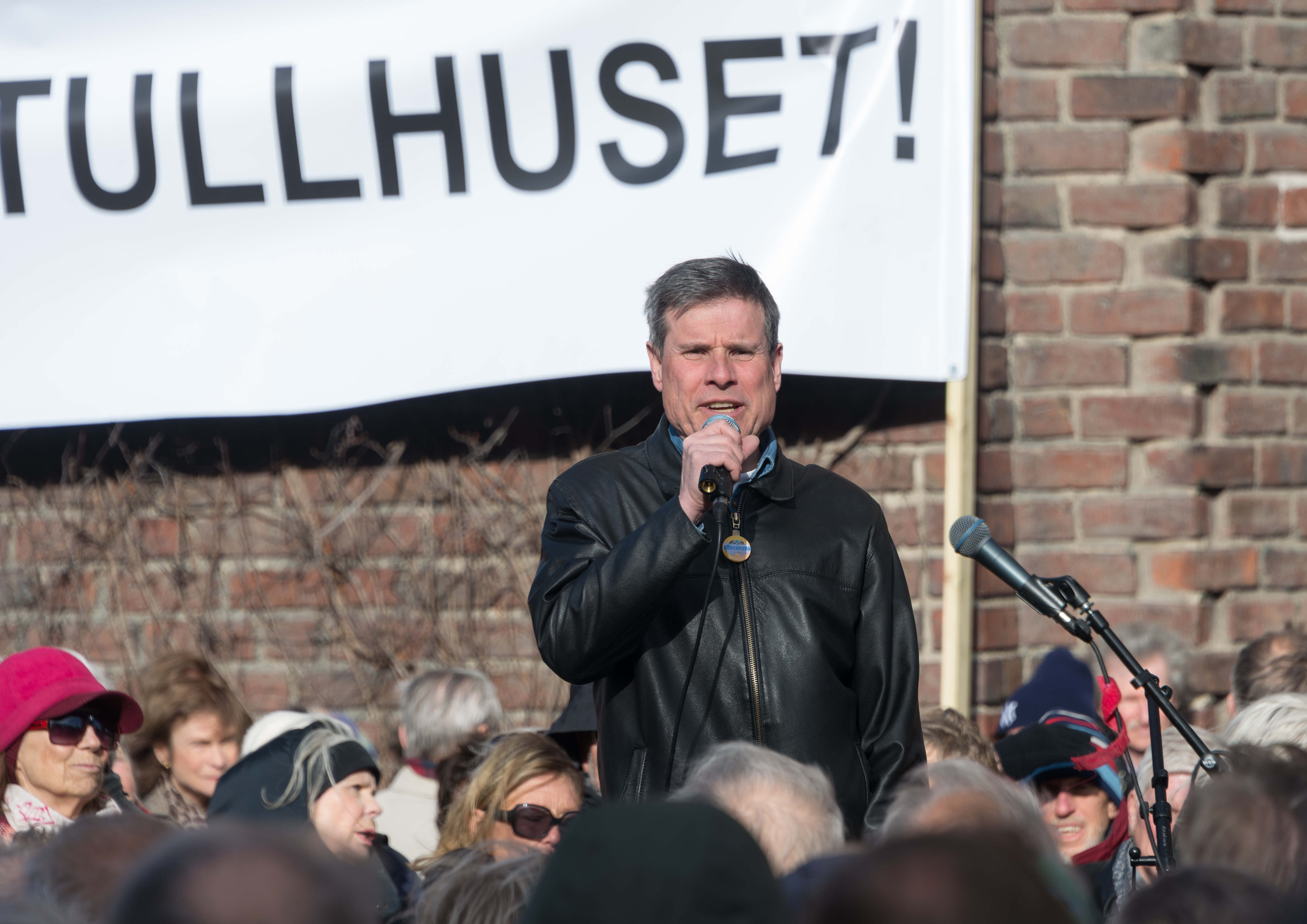
Björn Ljung talar under en demonstration utanför Stockholms stadshus 2016 mot Nobelcenter och rivningen av tullhuset på Blasieholmen.
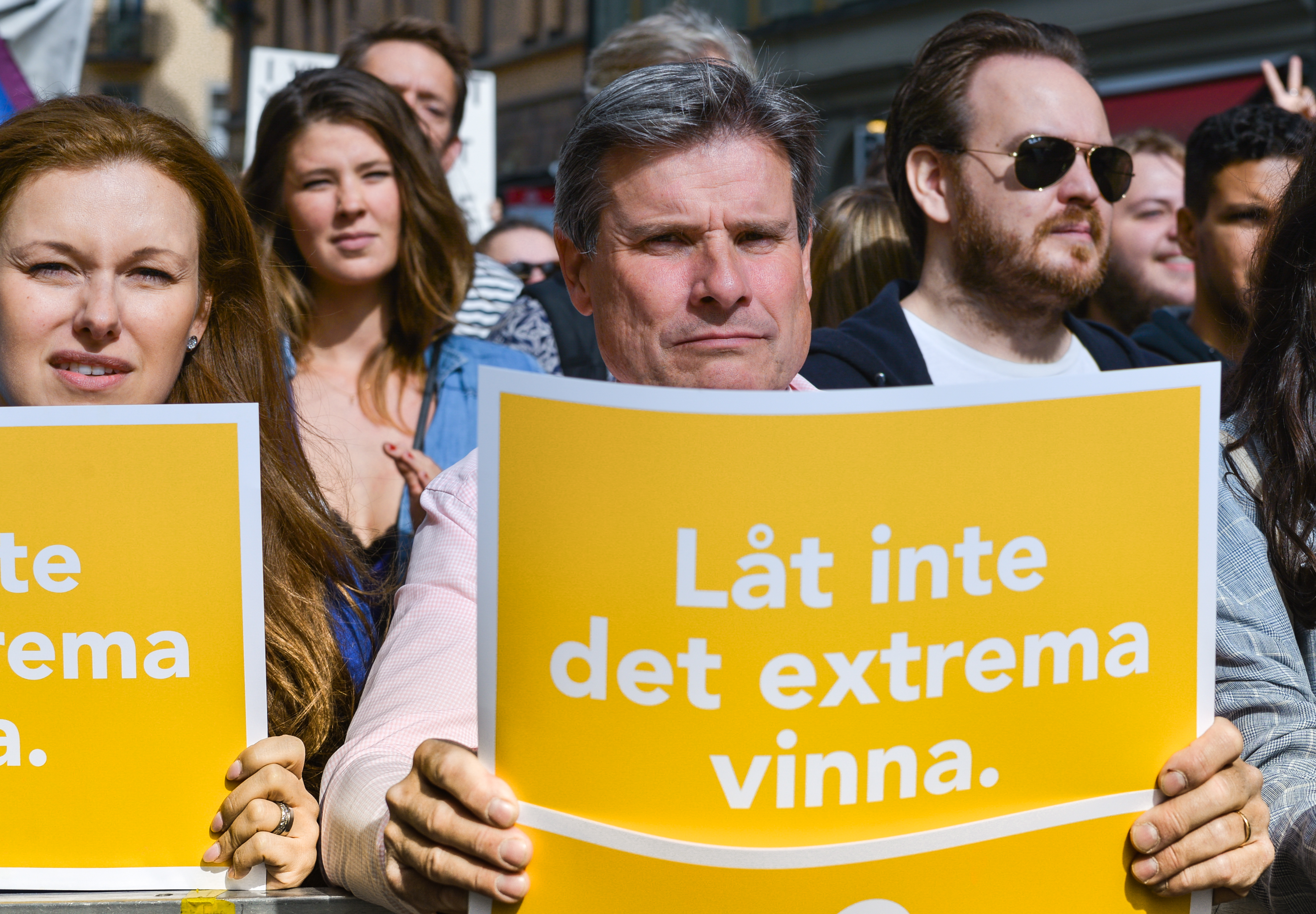
Ljung i en demonstration mot Nordiska motståndsrörelsen vid Kungsholms torg den 25 augusti 2018.
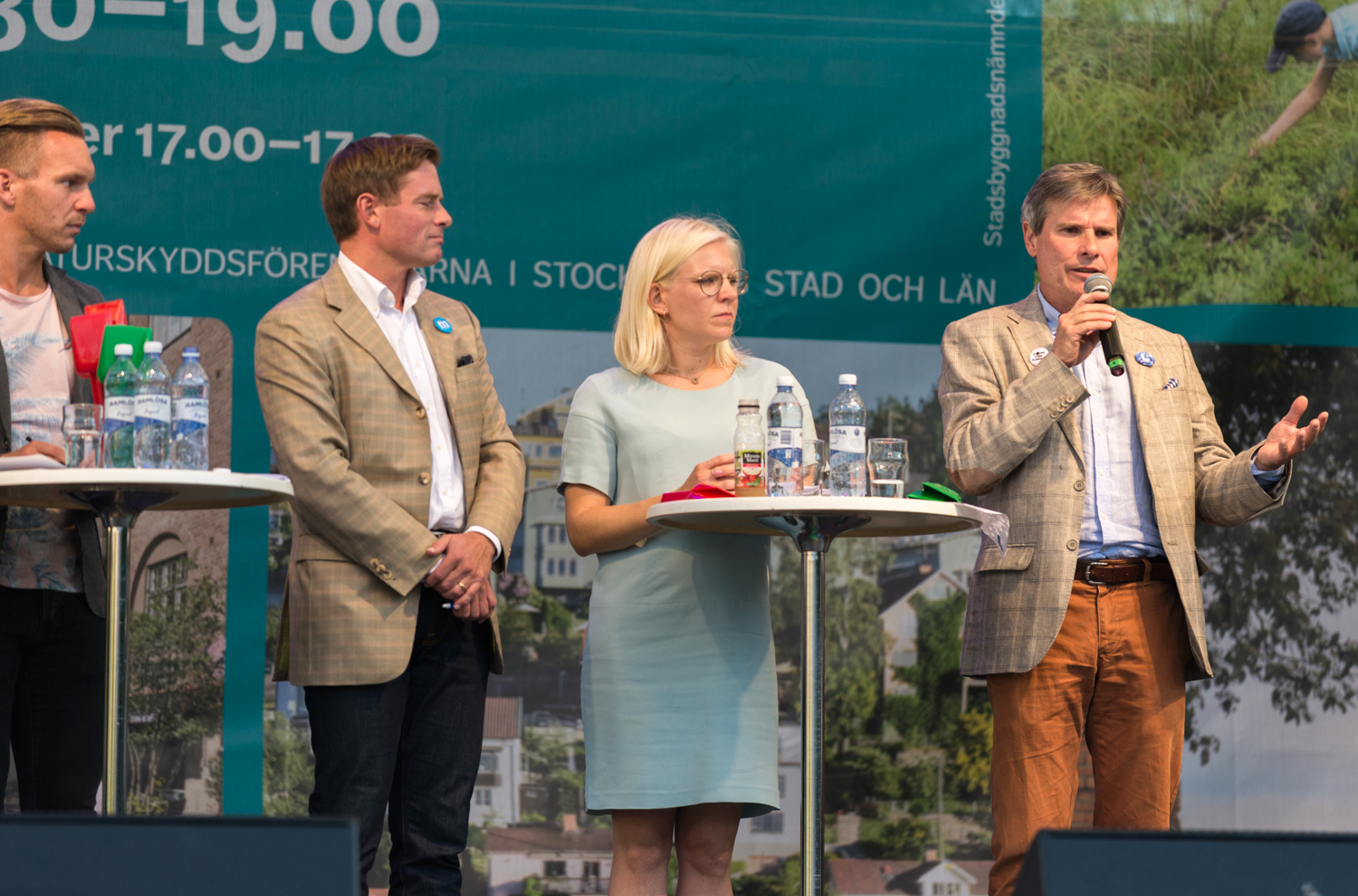
Björn Ljung i en valutfrågning av stadens stadsbyggnadspolitiker i Kungsträdgården i valrörelsen 2018.
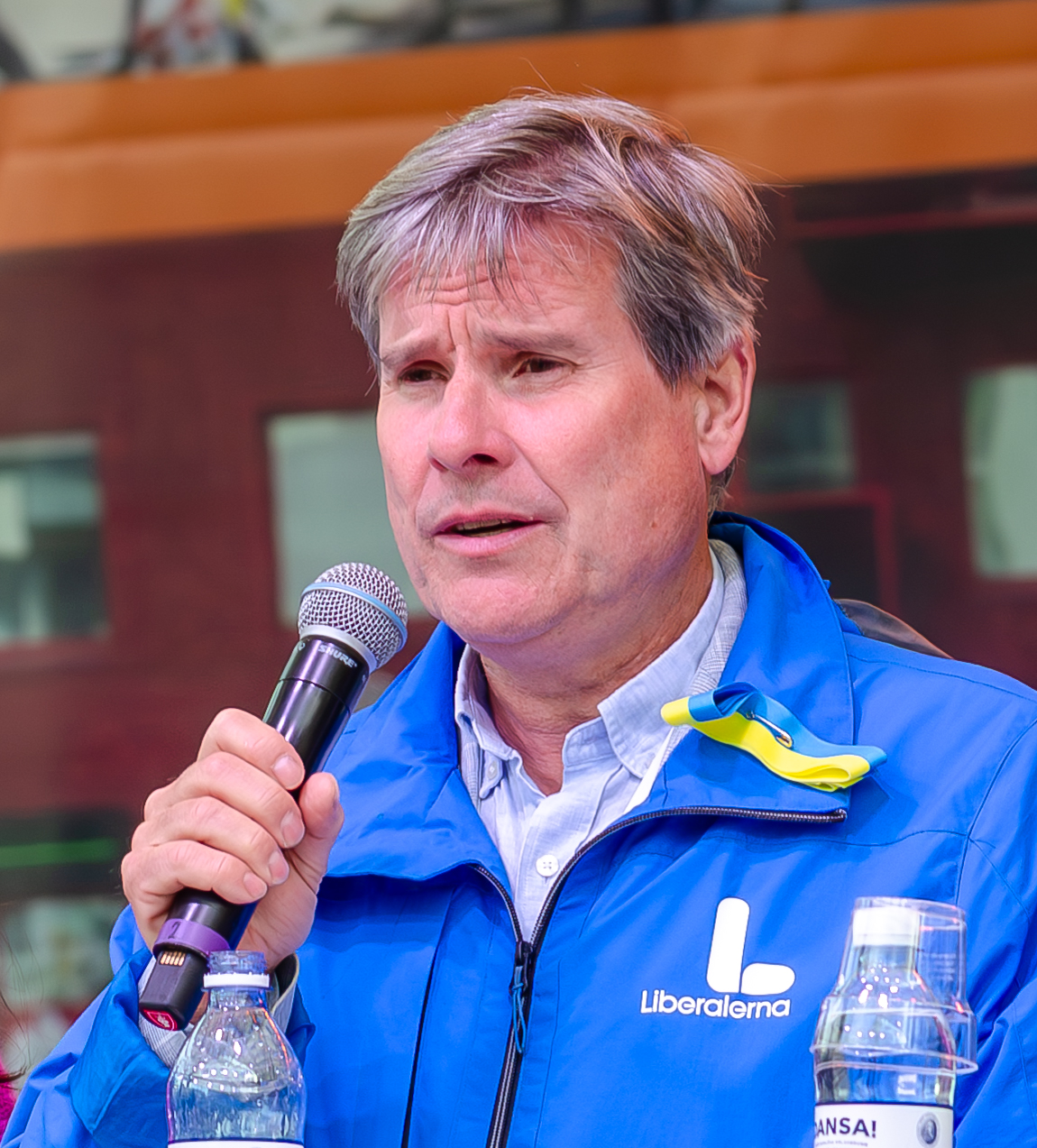
Björn Ljung i en valdebatt i Kungsträdgården i Stockholm under valrörelsen 2022.